# Cyclocephala longa
Cyclocephala longa är en skalbaggsart som beskrevs av S. Endrödi 1963. Cyclocephala longa ingår i släktet Cyclocephala och familjen Dynastidae. Inga underarter finns listade i Catalogue of Life.